# Phaonia hugonis
Phaonia hugonis este o specie de muște din genul Phaonia, familia Muscidae, descrisă de Carvalho în anul 1991.
Este endemică în Peru. Conform Catalogue of Life specia Phaonia hugonis nu are subspecii cunoscute.